# Phil Vassar
 (octobre 2018).
Phillip George « Phil » Vassar, né le 28 mai 1964, est un chanteur américain.

## Discographie
- 2000 : Phil Vassar
- 2002 : American Child
- 2004 : Shaken Not Stirred
- 2008 : Prayer of a Common Man
- 2009 : Travelling Circus